# Адямігурт
Адямігу́рт (рос. Адямигурт) — присілок в Кезькому районі Удмуртії, Росія.
Населення — 59 осіб (2010; 52 в 2002).
Національний склад станом на 2002 рік:
- удмурти — 85 %

Урбаноніми:
- вулиці — Центральна